# Axiocerses thyra
Axiocerses thyra är en fjärilsart som beskrevs av Jean Baptiste Godart 1823. Axiocerses thyra ingår i släktet Axiocerses och familjen juvelvingar. Inga underarter finns listade i Catalogue of Life.

## Bildgalleri

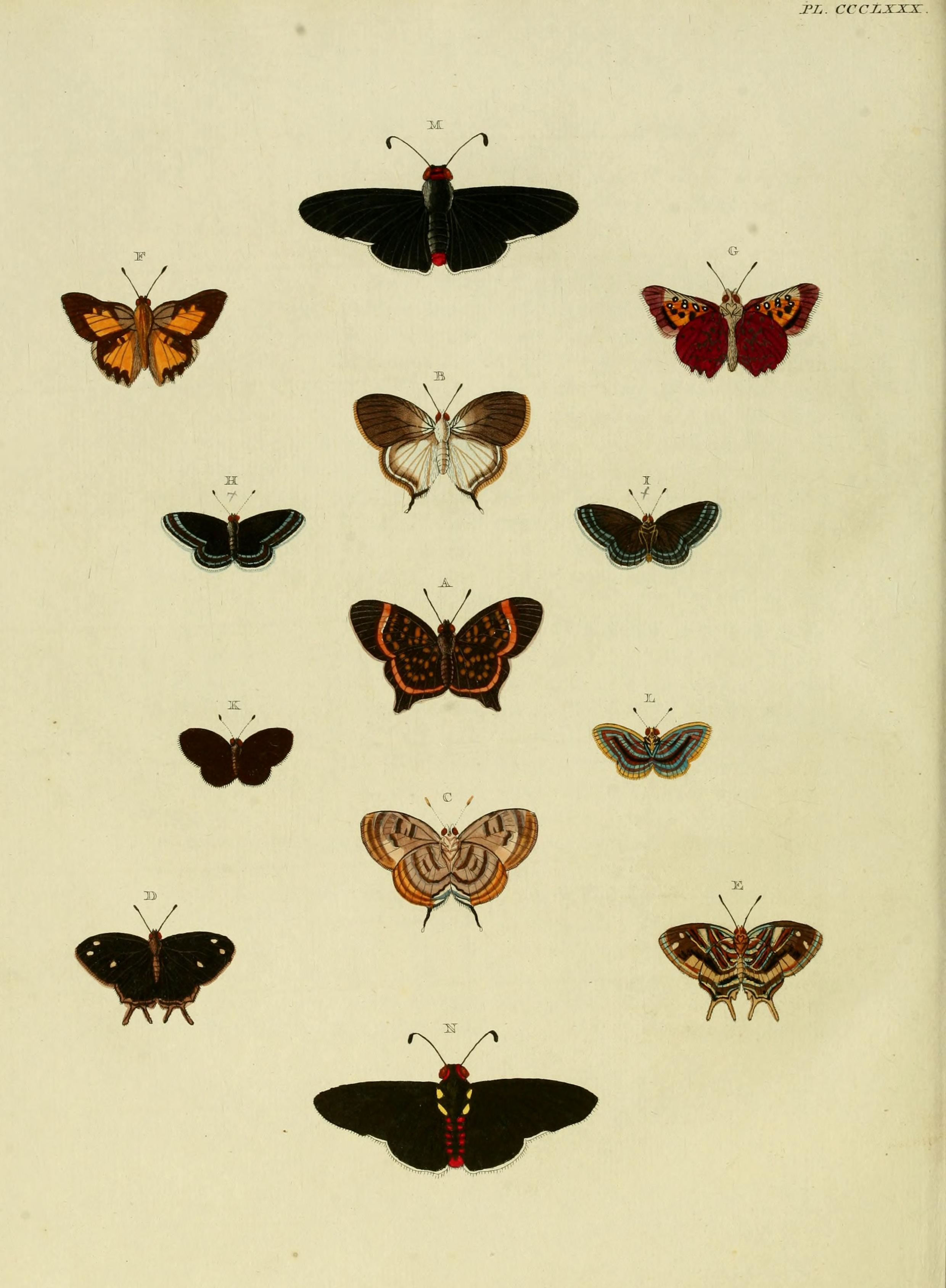